# طلال حمد
طلال حمد (انگلیسی: Talal Hamad؛ زادهٔ ۷ مارس ۱۹۸۷) یک بازیکن فوتبال اهل امارات متحده عربی است.